# Friedenskirche (Köln-Ehrenfeld)

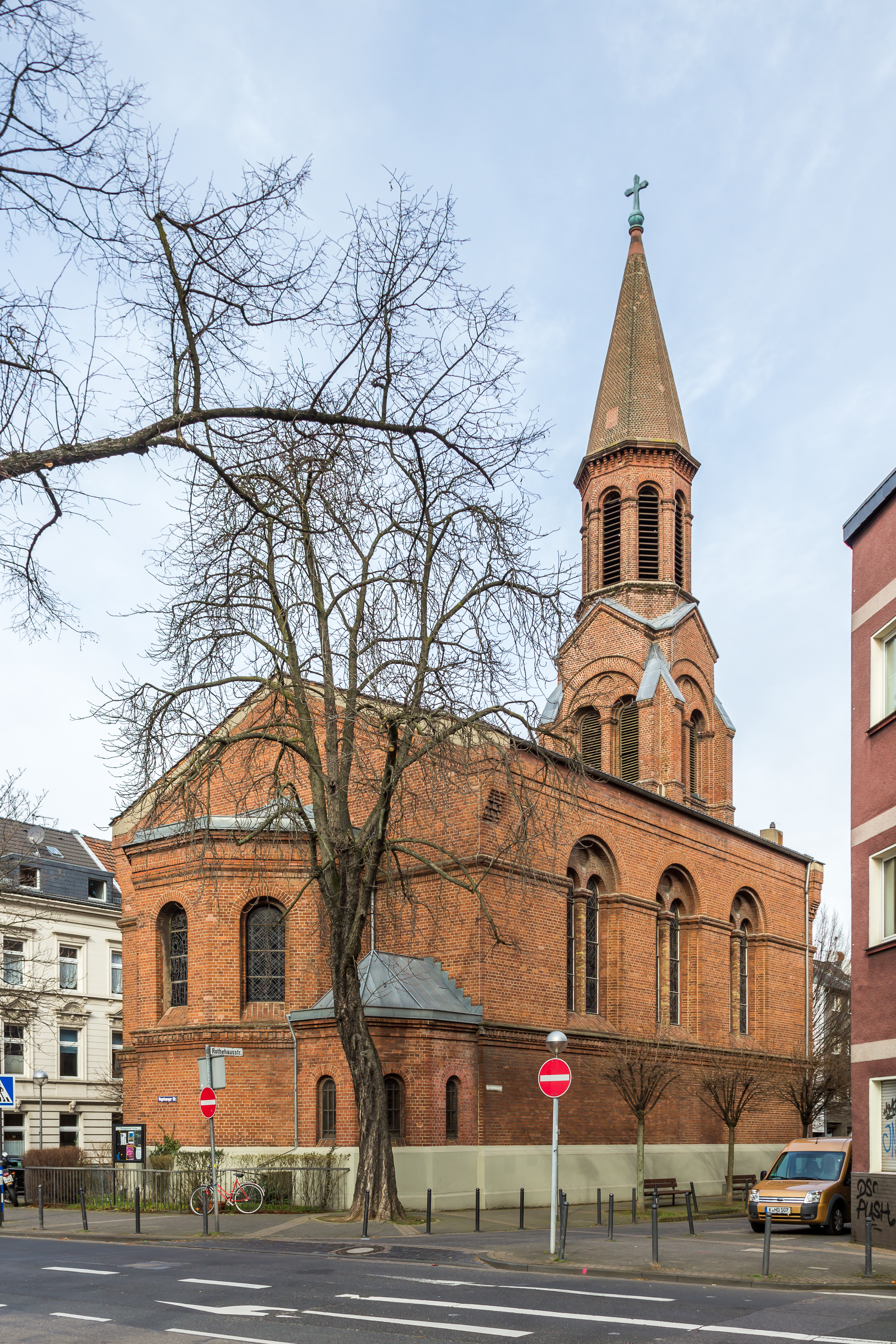
Köln-Ehrenfeld, Ansicht der Friedenskirche von der Vogelsanger Strasse

Die Friedenskirche ist ein evangelischer Sakralbau im Kölner Stadtteil Ehrenfeld in Nordrhein-Westfalen. Sie ist eines der beiden Kirchengebäude der Evangelischen Kirchengemeinde Ehrenfeld im Kirchenkreis Köln-Nord der Evangelischen Kirche im Rheinland.

## Geschichte und Ausstattung

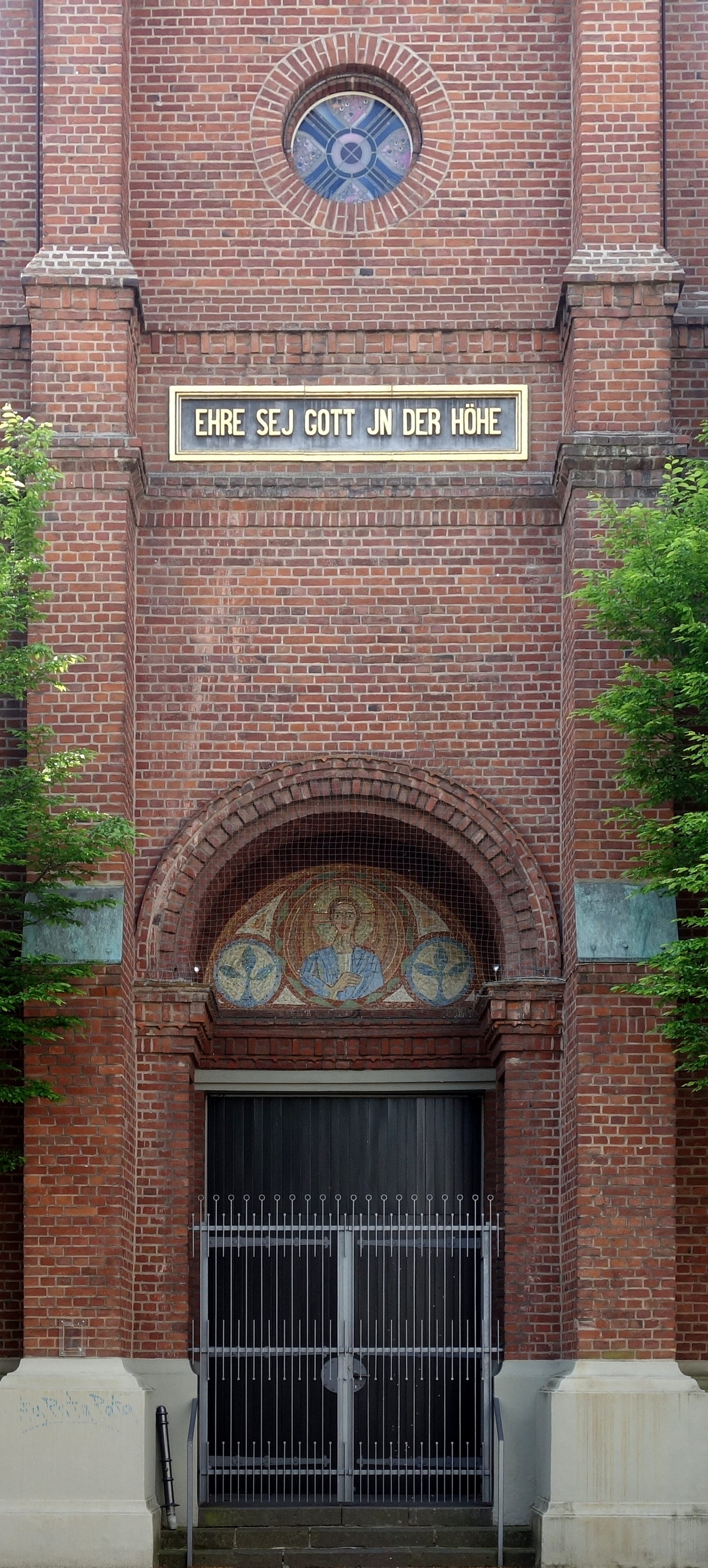
Portal

Die evangelische Kirche in Ehrenfeld wurde 1876 nach Plänen des Berliner Baumeisters Carl Theodor Coerper (Partner von Fritz Wolff), einem Bruder des damaligen Pfarrvikars Friedrich Coerper, als Saalkirche im Rundbogenstil erbaut.

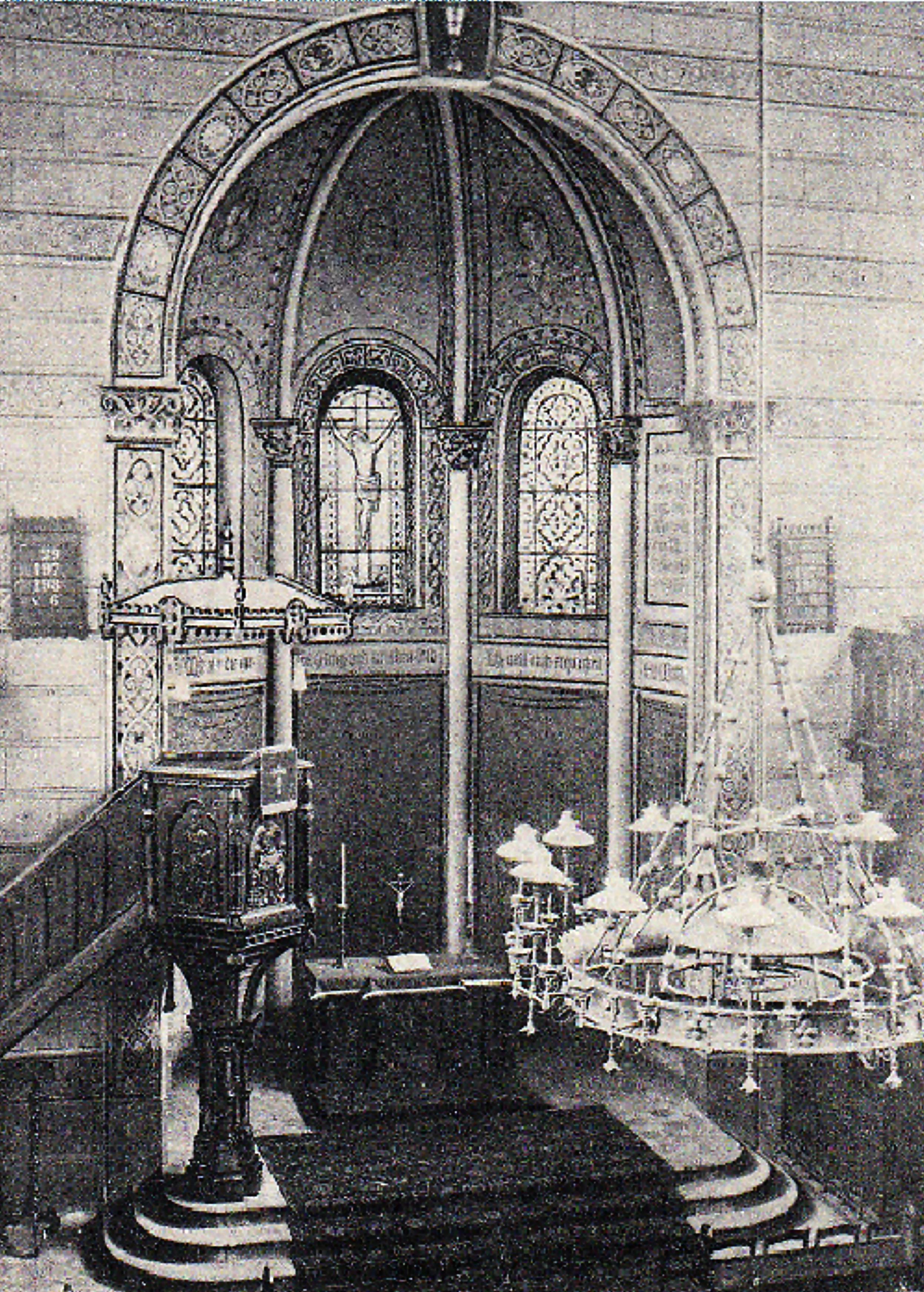
Innenraum der Evangelischen Kirche in Köln-Ehrenfeld, ca. 18

„Die Grundsteilegung der Kirche fand am 30. April 1876 statt. Wie weit die Arbeiten an den Grundmauern zu diesem Zeitpunkt gediehen waren, ist nicht aufgezeichnet. Emsiges Schaffen... ermöglichte es jedoch das Bauwerk noch im gleichen Jahre... so zu vollenden, dass die Einweihung der Kirche am 19. Dezember 1876... vorgenommen werden konnte. Die seitlichen Emporen und die Orgel fehlten zwar und der 41,50 Meter hohe Kirchturm wurde erst 1877 vollendet... Die beiden ersten Glocken wurde im selben Jahr aufgehängt und die Orgel im Jahr 1888 durch die Königlichen Hof-Orgelbaumeister Gebrüder Euler eingebaut. Wesentliche Elemente davon funktionieren dank der Kunst des Kölner Orgelbaumeisters Willi Peter heute noch.“
In der letzten Phase des Ersten Weltriegs, am 10. April 1917, erfuhr die Gemeinde, dass die beiden 1877 aufgehängten Bronzeglocken beschlagnahmt und eingeschmolzen werden sollten, denn Bronze war für die Rüstungsindustrie ein begehrter Rohstoff. Dieses Schicksal blieb der dritten Glocke aus Gussstahl erspart. 1923 wurde dann das Geläut aus drei Glocken wieder vervollständigt. Bald nach Ende des Kriegs wurde ein Ehrenmal für die gefallenen Gemeindeglieder nach einem Vorschlag von Huber-Feldkirch realisiert. Dieser Entwurf sah ein Mosaik im Chorraum, ein Christusfenster und Holztafeln mit den Namen der Gefallenen der Gemeinde vor. Im Februar 1923 wurde das Kriegerehrenmal eingeweiht. Der untere Teil des Altarraumes wurde mit schwarz gebeizten Eichenplatten verkleidet. In Goldschrift waren die Namen der Gefallenen eingraviert, darüber entstand das auch heute noch existierende "byzantinische" Mosaik. Im Zuge dieser Arbeiten wurde die Kanzel versetzt, eine der vier Wände abgenommen und der Baldachin entfernt."
In den Kriegsjahren 1942 und 1944 wurde die Kirche durch Bomben zum Teil beschädigt. Der Wiederaufbau erfolgte 1946/49 unter Leitung des Architekten Heinrich Stork, von dem auch das 1952/53 errichtete Evangelische Stephanus-Gemeindezentrum stammt. Der Wiederaufbau machte Maßnahmen erforderlich, die das Kircheninnere veränderten. So wurden die seitlichen Emporen edgültig beseitigt, die einstmals farbigen Fenster notdürftig neu verglast, und das Kirchengestühl und der Fußboden grundlegend repariert und ergänzt. Erst 1950 wurde sie in Friedenskirche umbenannt.

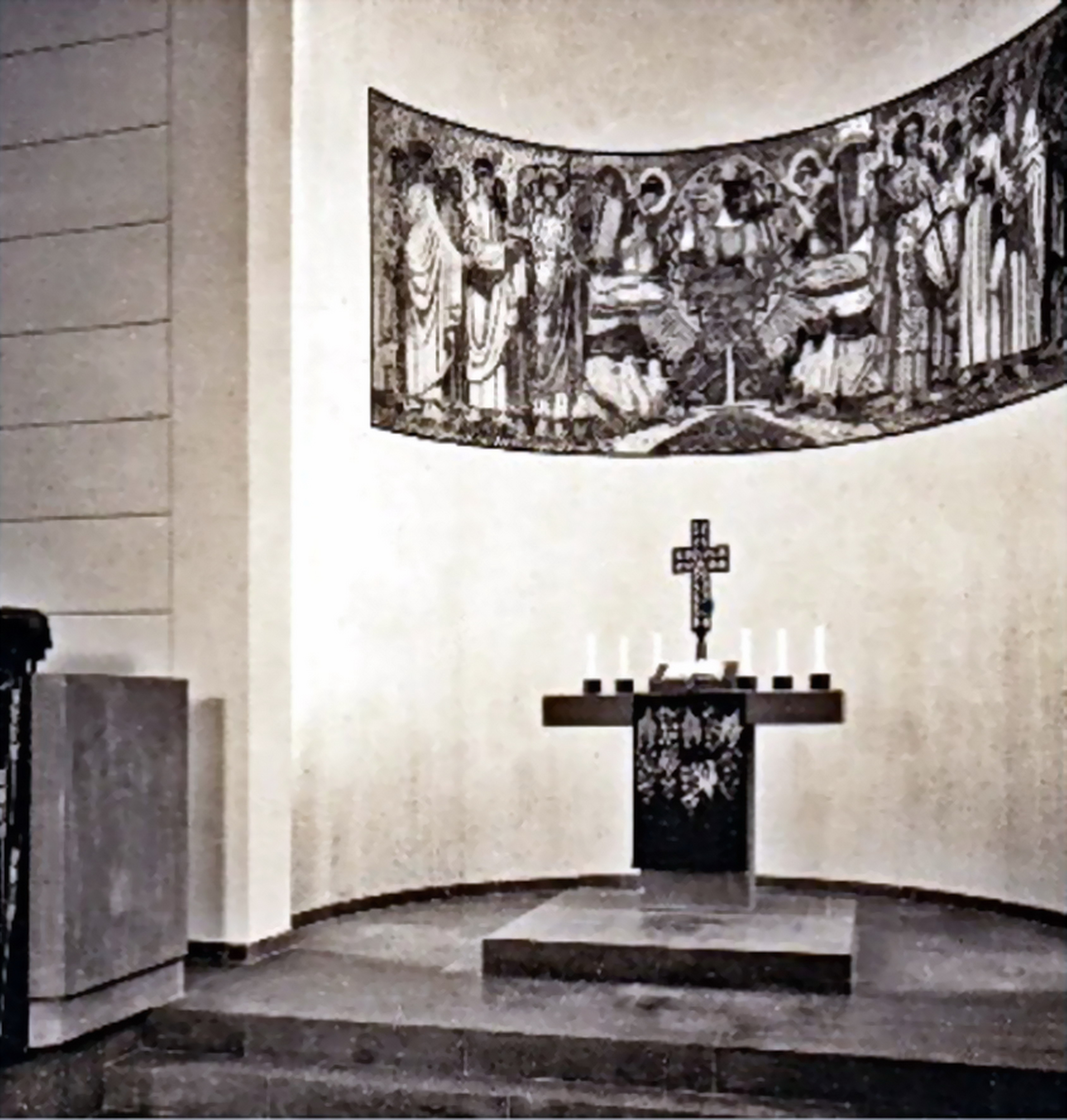
Altabereich der vom Dekor bereinigten Kirche (Anfang der 1960er Jahre)

In den 1960er Jahren formulierte der Architekt Georg Rasch, Entwerfer der Zeltkirche Kippekausen, bedingt durch die Baufälligkeit des Dachstuhls und wegen der konstruktiven Erneuerungen von Decke und Turm den Bau als eine Art Predigerkirche um. Das geschah u. a. wegen der zum größten Teil nicht mehr im Originalzustand erhaltenen Ausbauteile und Einrichtungsstücke ohne besondere Schmuckelememte. Am 1. Advent 1963 fand der Gottesdienst in der völlig neugestalteten Kirche statt. Der purifizierte Kirchenraum war nun ganz auf Altar und Wort ausgerichtet, lediglich das Mosaik blieb erhalten. Die Altaraumfenster waren zugemauert, die Ehrentafel entfernt, sowie Altar, Kanzel und Taufstein durch Elemente ersetzt, wie sie typisch für die frühen sechziger Jahre waren. Dieser Umbau bei dem sich die Proportionen des Innenraums, nicht zuletzt durch das Vorziehen der hinteren Empore, veränderten und seine Kargheit stieß bei vielen Gemeindegliedern auf Unverständnis. Weil fast nichts mehr an die alte Friedenskirche erinnerte, wurde über die Jahre die Kritik so groß, dass die Kirche nach nur wenigen Jahren erneut umgebaut werden sollte.

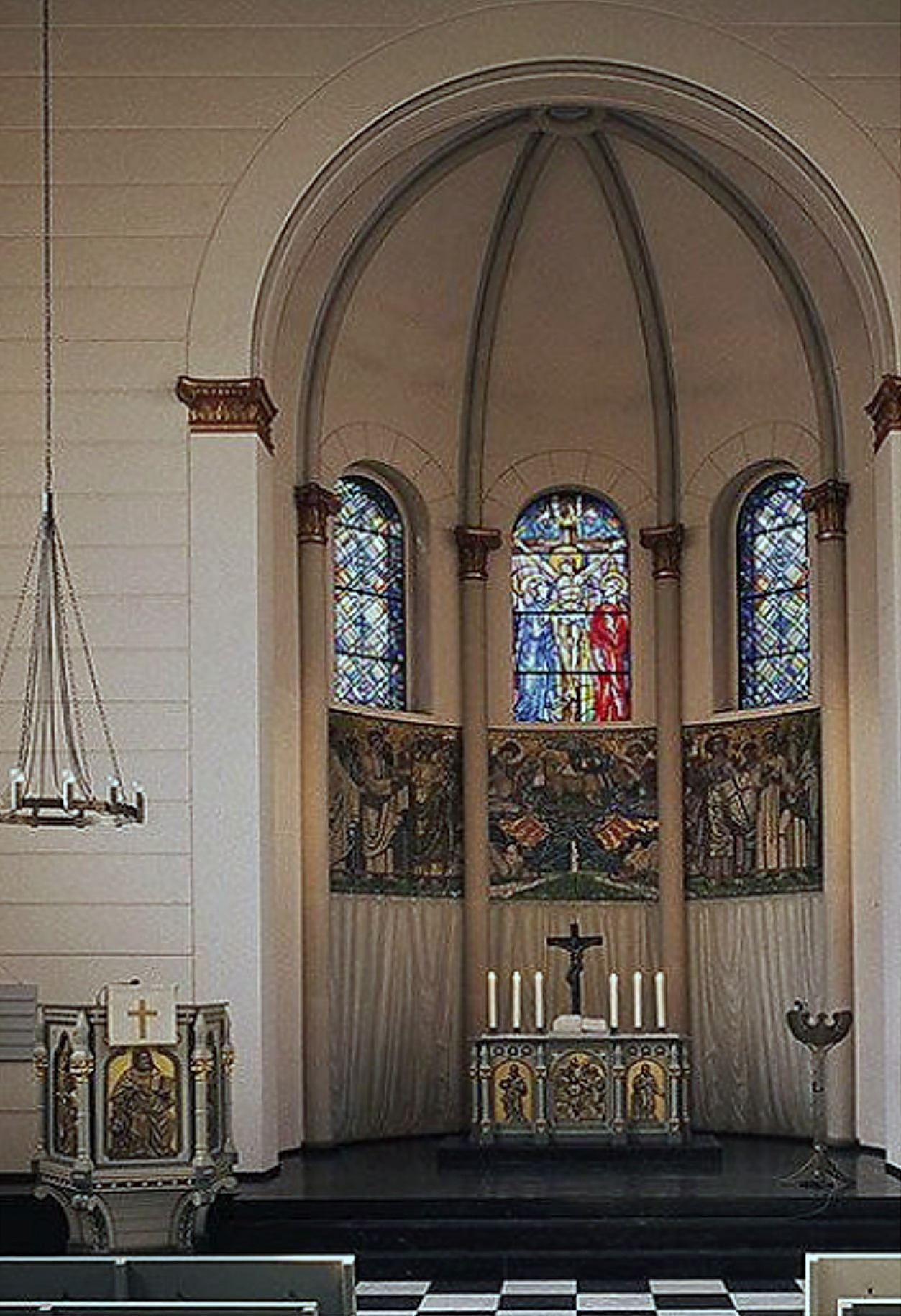
Innenaufnahme nach der Sanierung und Umgestaltung (1977)

Im Zuge umfangreicher Arbeiten zwischen 1975 und 1977 wurde die Kirche, durch Unterstützung des Kölner Regierungspräsidenten, des Landeskonservators Rheinland, des Stadtkonservators Köln und unter Mithilfe des Evangelischen Stadtkirchenverbandes Köln, nach den Plänen des Architekten Karl-Lothar Dietzsch neu gestaltet. Dazu gehörten die Sanierung und Instandsetzung der Außenfassade und des Turmes und in einem zweiten Bauabschnitt ab Sommer 1976 eine grundlegende Rekonstruktion des Altarraumes, wobei sich die Kuppelkonstruktion des Chors als nicht mehr tragend erwies und abgebrochen werden musste. Der Innenraum wurde mit zuvor beseitigten Ausstattungsstücken und den Kirchenfenstern nach dem Entwurf des Malers Willi Briant neu gestaltet. Im Jahr 1976 wurde, trotz der noch nicht ganz vollständig beendeten Arbeiten, das 100-jährige Bestehen der Friedenskirche gefeiert.
Der brüstungshoch verputzte Backsteinbau mit Rundbogenfenstern ist innen mit einer großen Empore ausgestattet. Dort befindet sich die zweimanualige, Willi-Peter-Orgel von 1955, die auch außerhalb der Gottesdienste für Konzertveranstaltungen genutzt wird. Die Orgel wurde im Jahr 2018 umfassend restauriert.
In der sanierten und umgestalteten Friedenskirche finden regelmäßig Kulturveranstaltungen statt, wie der "Offene Treff" an dem ein Programm aus den Bereichen Theologie, Philosophie, Musik, Literatur, Geschichte und Kunstgeschichte geboten wird, in Form von Vorträgen oder (szenischen) Lesungen – meist mit musikalischer Begleitung.

## Kirchenfenster
Die Bleiglasfenster von 1982 sind Werke des Kölner Malers und Grafikers Willi Briant, der Mitte der 1970er Jahre auch an der Neugestaltung des Innenraums beteiligt war. Viele durch die Purifizierung beseitigte Ausstattungsstücke hatte er als Presbyter aufbewahrt.
Die Fenster im Kirchenschiff, auf der Orgelempore und im Treppenhaus sowie zwei im Chorraum stellen geometrische Ornamente dar. Das mittige Chorfenster zeigt Maria und Johannes unter dem Kreuz. Sie entstanden 1976 in Anlehnung an die im Zweiten Weltkrieg zerstörten Fenster von Huber-Feldkirch. Die im Jahr 1982 entstandenen Arbeiten vom Briant weisen im Vergleich zu den flankierenden Chorfenstern und dem im Treppenhaus eine filigranere Struktur auf und orientieren sich am geometrisch ausgerichteten Jugendstil von  Jan Thorn Prikker und Frank Lloyd Wright

## Denkmalschutz
Die Friedenskirche wurde am 1. Juni 1982 unter der Nummer 1036 in die Liste der Baudenkmäler im Kölner Stadtteil Ehrenfeld eingetragen.